# Przybiernówko (gmina)
Przybiernówko (1945–1946 Strzelce) – dawna gmina wiejska istniejąca w latach 1945–1954 w woj. szczecińskim (dzisiejsze woj. zachodniopomorskie). Siedzibą władz gminy było Przybiernówko.
Gmina Strzelce powstała po II wojnie światowej (w czerwcu 1945) na terenie tzw. Ziem Odzyskanych (tzw. III okręg administracyjny – Pomorze Zachodnie). 28 czerwca 1946 gmina Przybiernówko – jako jednostka administracyjna powiatu gryfickiego – weszła w skład nowo utworzonego woj. szczecińskiego.
Według stanu z 1 lipca 1952 roku gmina była podzielona na 9 gromad: Dobrzyn, Grądy, Modlimowo, Niedźwiedziska, Przybiernówko, Rybokarty, Rzęskowo, Wilczkowo i Witno. Gmina została zniesiona 29 września 1954 roku wraz z reformą wprowadzającą gromady w miejsce gmin, a z jej obszaru utworzono trzy gromady: Przybiernówko, Rybokarty (w powiecie gryfickim) i Świerzno (w powiecie kamieńskim). Jednostki o nazwie Przybiernówko nie przywrócono 1 stycznia 1973 roku wraz z kolejną reformą reaktywującą gminy, a obszar dawnej jednostki wszedł w skład gmin Gryfice i (fragmentarycznie) Karnice.